# Decarboxylasen
Decarboxylasen sind Enzyme, welche die Abspaltung einer Carboxygruppe (–COOH) aus organischen Säuren katalysieren. Beim Abbauprozess ist CO2 ein Endprodukt.
Beispielsweise wird sehr häufig eine Decarboxylase zum Abbau von α-Ketosäuren benötigt (z. B. Brenztraubensäure mit Pyruvatdehydrogenase oder Pyruvatdecarboxylase). Thiaminpyrophosphat (Diphosphorsäureester des Vitamin B1) findet vielen Decarboxylasen als Coenzym und ist in diesen als prosthetische Gruppe gebunden.
Im Gegensatz dazu sind Carboxylasen Enzyme, die Kohlenstoffdioxid in ihr Substrat einbauen.